# Polygordius uroviridis
Polygordius uroviridis is een borstelworm uit de familie Polygordiidae. Het lichaam van de worm bestaat uit een kop, een cilindrisch, gesegmenteerd lichaam en een staartstukje. De kop bestaat uit een prostomium (gedeelte voor de mondopening) en een peristomium (gedeelte rond de mond) en draagt gepaarde aanhangsels (palpen, antennen en cirri).
Polygordius uroviridis werd in 1944 voor het eerst wetenschappelijk beschreven door Aiyar & Alikuhni.